# Circuit de la Sarthe 2010
Il Circuit de la Sarthe 2010, cinquantottesima edizione della corsa, si svolse dal 6 al 9 aprile su un percorso di 640 km ripartiti in 4 tappe (la seconda suddivisa in due semitappe), con partenza a Sablé-sur-Sarthe e arrivo a Sillé-le-Guillaume. Fu vinto dallo spagnolo Luis León Sánchez della Caisse d'Epargne davanti al portoghese Tiago Machado e al francese Julien Simon.

## Tappe
| Tappa  | Data     | Percorso                            | km    | Vincitore di tappa | Leader cl. generale |
| ------ | -------- | ----------------------------------- | ----- | ------------------ | ------------------- |
| 1ª     | 6 aprile | Sablé-sur-Sarthe > Varades          | 184,6 | Luis León Sánchez  | Luis León Sánchez   |
| 2ª-1ª  | 7 aprile | Varades > Angers                    | 97    | Anthony Ravard     | Luis León Sánchez   |
| 2ª-2ª  | 7 aprile | Angers > Angers (cron. individuale) | 6,8   | Tiago Machado      | Luis León Sánchez   |
| 3ª     | 8 aprile | Angers > Pré-en-Pail                | 181,1 | Samuel Dumoulin    | Luis León Sánchez   |
| 4ª     | 9 aprile | Le Mans > Sillé-le-Guillaume        | 171   | Anthony Ravard     | Luis León Sánchez   |
| Totale | Totale   | Totale                              | 640   |                    |                     |

## Dettagli delle tappe

### 1ª tappa
- 6 aprile: Sablé-sur-Sarthe > Varades – 184,6 km

| Pos. | Corridore         | Squadra      | Tempo    |
| ---- | ----------------- | ------------ | -------- |
| 1    | Luis León Sánchez | Caisse d'Ep. | 4h09'15" |
| 2    | Marko Kump        | Adria Mobil  | s.t.     |
| 3    | Anthony Ravard    | AG2R         | s.t.     |

| Pos. | Corridore         | Squadra      | Tempo    |
| ---- | ----------------- | ------------ | -------- |
| 1    | Luis León Sánchez | Caisse d'Ep. | 4h09'05" |
| 2    | Marko Kump        | Adria Mobil  | a 4"     |
| 3    | Yury Trofimov     | Bouygues     | s.t.     |

### 2ª tappa - 1ª semitappa
- 7 aprile: Varades > Angers – 97 km

| Pos. | Corridore          | Squadra | Tempo    |
| ---- | ------------------ | ------- | -------- |
| 1    | Anthony Ravard     | AG2R    | 2h14'36" |
| 2    | Manuel Belletti    | Colnago | s.t.     |
| 3    | Sébastien Chavanel | FDJ     | s.t.     |

| Pos. | Corridore         | Squadra      | Tempo    |
| ---- | ----------------- | ------------ | -------- |
| 1    | Luis León Sánchez | Caisse d'Ep. | 6h23'42" |
| 2    | Marko Kump        | Adria Mobil  | a 3"     |
| 3    | Yury Trofimov     | Bouygues     | a 4"     |

### 2ª tappa - 2ª semitappa
- 7 aprile: Angers > Angers (cron. individuale) – 6,8 km

| Pos. | Corridore         | Squadra      | Tempo |
| ---- | ----------------- | ------------ | ----- |
| 1    | Tiago Machado     | RadioShack   | 6'26" |
| 2    | Luis León Sánchez | Caisse d'Ep. | a 2"  |
| 3    | Anthony Roux      | FDJ          | a 6"  |

| Pos. | Corridore         | Squadra      | Tempo    |
| ---- | ----------------- | ------------ | -------- |
| 1    | Luis León Sánchez | Caisse d'Ep. | 6h30'20" |
| 2    | Tiago Machado     | RadioShack   | a 8"     |
| 3    | Anthony Roux      | FDJ          | a 13"    |

### 3ª tappa
- 8 aprile: Angers > Pré-en-Pail – 181,1 km

| Pos. | Corridore        | Squadra      | Tempo    |
| ---- | ---------------- | ------------ | -------- |
| 1    | Samuel Dumoulin  | Cofidis      | 4h50'42" |
| 2    | Julien Simon     | Saur-Sojasun | s.t.     |
| 3    | Xavier Florencio | Cervélo      | s.t.     |

| Pos. | Corridore         | Squadra      | Tempo     |
| ---- | ----------------- | ------------ | --------- |
| 1    | Luis León Sánchez | Caisse d'Ep. | 11h22'52" |
| 2    | Tiago Machado     | RadioShack   | a 8"      |
| 3    | Julien Simon      | Saur-Sojasun | a 13"     |

### 4ª tappa
- 9 aprile: Le Mans > Sillé-le-Guillaume – 171 km

| Pos. | Corridore         | Squadra      | Tempo    |
| ---- | ----------------- | ------------ | -------- |
| 1    | Anthony Ravard    | AG2R         | 4h14'04" |
| 2    | Luis León Sánchez | Caisse d'Ep. | s.t.     |
| 3    | Julien Simon      | Saur-Sojasun | s.t.     |

| Pos. | Corridore         | Squadra      | Tempo     |
| ---- | ----------------- | ------------ | --------- |
| 1    | Luis León Sánchez | Caisse d'Ep. | 15h36'52" |
| 2    | Tiago Machado     | RadioShack   | a 14"     |
| 3    | Julien Simon      | Saur-Sojasun | a 15"     |

## Classifiche finali

### Classifica generale
| Pos. | Corridore         | Squadra      | Tempo     |
| ---- | ----------------- | ------------ | --------- |
| 1    | Luis León Sánchez | Caisse d'Ep. | 15h36'52" |
| 2    | Tiago Machado     | RadioShack   | a 14"     |
| 3    | Julien Simon      | Saur-Sojasun | a 15"     |
| 4    | Anthony Roux      | FDJ          | a 19"     |
| 5    | Christophe Riblon | AG2R La M.   | a 24"     |
| 6    | Xavier Florencio  | Cervélo      | a 27"     |
| 7    | Steve Morabito    | BMC Racing   | a 28"     |
| 8    | Samuel Dumoulin   | Cofidis      | a 31"     |
| 9    | Mitja Mahorič     | Adria Mobil  | a 33"     |
| 10   | Thierry Hupond    | Skil-Shimano | s.t.      |